# Violeta Zuzuni
Violeta Zuzuni (en griego: Βιολέτα Ζουζούνη; 28 de agosto de 2002) es una deportista griega que compite en natación sincronizada. Ganó una medalla de plata en el Campeonato Europeo de Natación de 2021, en la prueba combinación libre.

## Palmarés internacional
| Campeonato Europeo | Campeonato Europeo | Campeonato Europeo | Campeonato Europeo |
| Año                | Lugar              | Medalla            | Prueba             |
| ------------------ | ------------------ | ------------------ | ------------------ |
| 2021               | Budapest (Hungría) | Medalla de plata   | Combinación libre  |